# Cresseveuille
Cresseveuille település Franciaországban, Calvados megyében. Lakosainak száma 255 fő (2022. január 1.). Cresseveuille Angerville, Danestal, Beaufour-Druval, Heuland, Saint-Jouin és Saint-Léger-Dubosq községekkel határos.

## Népesség
A település népességének változása:
| Lakosok száma | 183  | 128  | 167  | 272  | 264  | 262  | 262  | 255  | 252  | 255  |
|               | 1968 | 1982 | 1990 | 2006 | 2013 | 2015 | 2017 | 2019 | 2020 | 2022 |